# Источни Мађари
Термин Источни Мађари ((мађ. Keleti magyarok) се користи у науци и односи се на народе повезане са Прото−Мађарима, односно теоријски делове древне заједнице који су остали у близини Уралских планина (на европско-азијској граници) током периода миграција и као такав нису учествовали у мађарском освајању Карпатског басена.

## Могуће локације остатака Мађара

### Југра
Југра (грч. Ουγγροι) неки верују да је била мађарска Урхеимат (језичка домовина), коју данас насељавају Манси и Ханти, две сродне етничке групе.

### Магна Хунгарија
Термин „Источни Мађари“ се такође користи у вези са Магна Хунгарија фра Јулијана (фл. 1235), која се налази у Башкортостану (земља Башкира). где је Јулијан могао да комуницира са мештанима на свом мађарском језику.

### Саварски Мађари
Према мађарском учењу, постојала је група „Савардских Мађара“ која се одвојила и прешла преко Кавказа на персијску територију у 8. веку.

### Теорија Кумађарије
Постоји и теорија „Кумађарије“ (јез-лат|Cummageria), у којој је група која је остала иза поседовала државу северно од Кавказа. Према Ласлу Бендефију, приближна локација Кумађарије је приобално подручје реке Куме, јужна Русија. Одорико Рајналди (1595–1671) је поменуо папске односе из 1320-их са Јеретанијем (мађ. Gyeretyán), који се називао владаром Мађара, Малкаита и Алана. Раније је пољски дипломата Анџеј Тарановски (1569) поменуо потоњу информацију. Године 1712, француски путник Обри де ла Мотраје прошао је тим подручјем. У његовим белешкама стоји да је, према ономе што је чуо од локалног татарског становништва, тврдио да је град Мазар (Маджар) раније био насељен Мађарима.